# 竹友藻風

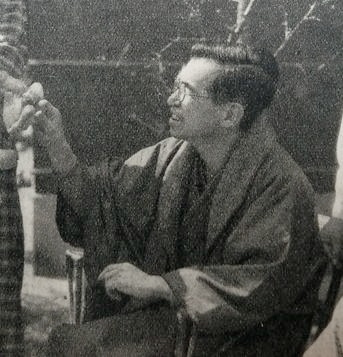
竹友藻風（1948年）

竹友 藻風（たけとも そうふう、1891年9月24日 - 1954年10月7日）は、日本の英文学者、詩人、翻訳家。
『ルバイヤット』『神曲』などの翻訳がある。

## 経歴・人物
（出典）
大阪市生まれ。本名・乕雄（とらお）。父・安治郎は実業家で、のち東海生命保険専務取締役。
関西学院中学校、同志社中学校を経て1910年3月桃山学院中学校卒業。同年同志社神学校進学。1911年京都帝国大学英文科選科に移り、上田敏、新村出（言語学）、藤井乙男（国文学）、吉沢義徳（国語学史）、鈴木虎雄（中国文学）、藤代禎輔（独文学）らに学び、1914年卒業。京都大学在学中の1913年、処女詩集『祈祷』を上梓。
1915年夏、渡米。同年10月イェール大学神学部に入学するが翌1916年に退学し、ニューヨークに出てブルックリン博物館で東洋美術の管理助手として勤務。同年、日米協会の講演会で、当時コロンビア大学の英文学の教授だったジョン・アースキンに出会う。翌1917年からコロンビア大学で英文学を学び、1919年6月、同大学から文学修士（M.A）の学位を得た。
1920年1月帰国。同年4月、野口米次郎の紹介で慶應義塾大学教授に就任。1921年から東京高等師範学校に出講。同年、北原白秋らと新詩会を結成。
1922年春、慶應を辞して高等師範の専任講師に就任。1923年同校教授。
1934年春、斎藤勇の推薦で新設の関西学院大学法文学部の教授に就任。
1948年秋、新設の大阪大学文学部の英文学科教授に就任。1950年冬、関西学院から文学博士の学位を贈られる。
1954年10月、大阪大学を定年退官する半年前に63歳で病没。墓所は多磨霊園
長男は精神医学者でアルベルト・アインシュタイン医科大学精神医学臨床名誉教授の故・竹友安彦。四男は英文学者で元大阪大学文学部教授の故・藤井治彦で、1982年に出版された『竹友藻風選集』の編集に携わった。他に二男一女あり。　

## 著書
- 『祈祷』（昴発行所） 1913年
- 『鬱金草』（編、梁江堂書店） 1915年
- 『浮彫』（山中嵒松堂） 1915年
- 『時のながれに』（天佑社） 1920年
- 『審美論集』（金星堂） 1921年
- 『文学論』（アルス） 1926年
- 『エッセイとエッセイスト』（北文館） 1927年
- 『詩集』（新潮社） 1927年
- 『書物と人』（斯文書院） 1927年
- 『英文学論攷』（万里閣書房） 1930年
- 『馴鹿』（梓書房） 1930年
- 『文学総論』（梓書房） 1930年 - 1934年
- 『英国小品文学』（北文館） 1933年
- 『冬扇帖』（文体社） 1934年
- 『叙情詩論』（弘文堂書房） 1939年
- 『英詩史』（研究社、研究社英米文学語学講座） 1941年
- 『鶺鴒』（七丈書院） 1942年
- 『藻風小品』（積善館） 1943年
- 『肯定的精神』（増進堂） 1948年
- 『法苑林 訳詩集』（潮人社） 1951年
- 『竹友藻風選集』（藤井治彦編、南雲堂） 1982年 ASIN B000J7DOSO

## 翻訳
- オオマア・カイアム『ルバイヤット』（エドワード・フィッツジェラルド 英訳、竹友藻風 訳）アルス、1921年。
  - 『ルバイヤート 中世ペルシアで生まれた四行詩集』（オマル・ハイヤーム、ロナルド・バルフォア挿画、マール社） 2005年 ISBN 978-4837304302
- 『ヴェルレエヌ選集』（アルス） 1921年
- 『神曲 地獄界』（ダンテ、文献書院） 1923年
- 『丸太』（アナトオル・フランス、新しき村出版部） 1924年
- 『アンデルセン童話集』（世界童話大系刊行会、世界童話大系(北欧篇)） 1924年
- 『希臘詞花抄』新しき村出版部、1924年。
- 『諸国童謡集 翻訳篇・日本篇』世界童話大系刊行会〈世界童話大系 第17巻 世界童謡集 上〉、1925年。
- 『泰西閨秀詞藻』（浅田清造 共訳）世界文献刊行会〈世界婦人文献 第4巻〉、1926年。
- 『英国童謡集』研究社、1929年。
  - 『英国童謡集』研究社〈研究者新訳註叢書〉、1959年。
  - 『英国童謡集』研究社〈研究社新訳注双書 64〉、1976年。ISBN 4327098647。
- 『リシダス』（ミルトン）文教閣、1934年。
- 『大騒ぎ』（シエイクスピヤ、弘文堂書房） 1940年
- 『神曲 浄罪界』（ダンテ）創元社、1948年。
- 『天路歴程』（バニヤン、西村書店） 1947年 - 1948年
  - 岩波文庫（上）、復刊 1991年 ISBN 978-4003220719
  - 岩波文庫（下）、復刊 1991年 ISBN 978-4003220726
- 『御意のまゝに』（大阪文庫、シェイクスピア選集 第1） 1948年
- 『十二夜』（大阪文庫、シェイクスピア選集 第2） 1948年
- 『ハムレット』（大阪文庫、シェイクスピア選集 第4） 1949年
- 『ロウミオとジューリエット』（大阪文庫、シェイクスピア選集 第5） 1949年
- 『新生』（ダンテ、垂水書房） 1961年